# 에프레티콘역
에프레티콘역(독일어: Effretikon)은 스위스 취리히주와 일나우-에프레티콘 지자체에 있는 기차역이다. 이 역은 에프레티콘-힌빌선까지의 교차점인 취리히에서 빈터투어까지의 간선 노선에 있다. 취리히 S-반 서비스 S3, S7, S8 및 S24의 중간 정류장이다. 성수기에는 일부 열차가 페피콘 ZH까지 계속 운행하지만, 대부분의 시간 동안 S-반 서비스 S19의 외부 종점이기도 하다.

## 역사
역은 일나우-에프레티콘 코무네에서 가장 중요한 에프레티콘 마을의 도심 남쪽에 위치하고 있으며, 1855년 취리히 - 빈터투어 노선의 시작과 함께 개통되었다.
그것은 5개의 트랙으로 접근할 수 있는 3개의 플랫폼(중앙 2개와 측면 1개)을 가지고 있다. 다른 두 개의 통과 트랙이 있으므로 역은 총 7개의 통과 트랙으로 구성된다. 이러한 도로에는 서비스를 제공하지 않는 자재의 주차 또는 구간을 위한 많은 울퉁불퉁한 또는 쓰이지 않는 도로를 추가해야 했다.
철도 측면에서 이 역은 취리히 - 빈터투어선에 위치하며 에프레티콘 - 힌빌선의 출발점이기도 하다. 이어지는 역은 취리히 방향으로 디에틀리콘역, 빈터투어 방향으로 켐프탈역, 힌빌 방향으로 페랄토르프역이 있다.

## 운행편
이 역의 철도 서비스는 스위스 연방 철도에서 제공한다. 취리히 S-반 네트워크의 여러 통근 노선은 취리히주의 주요 도시 및 코무네와 연결되는 에프레티콘역을 통해 여행을 시작하거나 종료한다. 이 역을 운행하는 노선은 다음과 같다.
- S2 취리히 플루크하펜 – 외를리콘 – 취리히 HB – 탈빌 – 페피콘 SZ – 치겔브뤼케 (– 운터테르첸)
- S3 (뷜라흐 –) 하르트브뤼케 – 취리히 HB – 에프레티콘 – 베치콘
- S7 빈터투어 – 클로텐 – 하르트브뤼케 – 취리히 HB – 마일렌 – 라퍼스빌
- S8 빈터투어 – 발리젤렌 – 외를리콘 – 취리히 HB – 탈빌 – 페피콘 SZ (– 치겔브뤼케)
- S19 ( 코블렌츠 – 바덴 – ) 디에티콘 – 취리히 HB – 취리히 외를리콘 – 에프레티콘 ( – 페피콘 ZH )
- S24 타잉엔 / 바인펠덴 – 빈터투어 – 취리히 플루크하헨 – 빕프킹엔 – 취리히 HB – 탈빌 – 추크

## 같이 보기
- 일나우역